# Érope
Dans la mythologie grecque, Érope ou Ærope ou eropeant (en grec ancien Ἀερόπη / Aerópê) est la fille du roi de Crète, Catrée. Elle passe, selon les auteurs, pour la femme d'Atrée ou de Plisthène, et pour la mère d'Agamemnon, de Ménélas et d'Anaxibie.
Selon la version la plus répandue, Érope, mariée à Atrée, est amoureuse de son beau-frère Thyeste, le frère de son époux. Son enfant le plus jeune, Tantale, est né de cet adultère. Elle est assassinée par Atrée lorsque celui-ci apprend la liaison. L'amant, par ruse, amène son frère à promettre que seul le détenteur de la Toison d'or pourra désormais régner sur Mycènes. Puisqu'Atrée est le récipiendaire de la toison, il accepte. Le serment fait, Thyeste lui avoue avoir reçu la toison d'or d'Érope, alors vivante, en gage de son amour pour lui. Ainsi, Thyeste s'empare du trône.

## Sources
- Pseudo-Apollodore, Bibliothèque [détail des éditions] [lire en ligne] (III, 2, 1-2), Épitome [détail des éditions] [lire en ligne] (II, 10).
- Euripide, Oreste [détail des éditions] [lire en ligne] (v. 16).
- Hygin, Fables [détail des éditions] [(la) lire en ligne] (LXXXVI).